# Lenka Kripac
Lenka (Lenka Kripac, 1978. március 19. –) ausztrál énekesnő, szövegíró, színésznő. Zenei karrierje beindítása előtt tévésorozatokban szerepelt, illetve két lemezen közreműködött a Decoder Ring zenekarral. Szólókarrierje 2008-ban kezdődött.

## Élete
Cseh zenész apától és ausztrál tanár anyától származik. Lenka az ausztráliai Új-Dél-Wales-ben nevelkedett hétéves koráig, amikor a család Sydney-be költözött, ahol iskolai és zenei képzésben részesült.
Férje James Gulliver Hancock képzőművész. 2012 márciusában született fiuk, Quinn. Jelenleg Sydney-ben, a New York-i Brooklyn-ban és a kaliforniai Los Angeles-ben él.

## Karrierje
Lenka tinédzserként színészetet tanult. Az 1990-es években mint Wesna Kapek szerepelt a G.P. című ausztrál tévésorozatban. A Cheez TV műsorvezetője volt és vendégszerepelt más ausztrált tévésorozatokban, mint az Otthonunk (Home and Away), a Head Start és a Mágusok (Spellbinder). Az előbbieken kívül szerepelt a Műholdvevő a birkák közt (The Dish) és a Lost Things című filmekben, valamint színházi produkciókban is.
Tagja volt két album erejéig a Decoder Ring nevű elektro-rock krosszóver csapatnak, majd 2007-ben Kaliforniába költözött, hogy szólókarrierbe kezdjen. Lenka néven és azonos címmel jelent debütáló albuma 2008-ban az Epic Records (Sony BMG) kiadónál. Első kislemeze a The Show volt, melynek producere Stuart Brawley volt.
2010-ben Christopher von Deylens Schiller projektjének Atemlos című albumán Lenka két dalhoz (Addicted és Sunrise) adta a hangját. Egy évvel később, 2011-ben jelent meg Lenka második albuma Two címmel. Az albumon található Everything at Once című dal és annak videóklipjének felhasználásával készített a Microsoft reklámfilmet Windows 8 operációs rendszerének bemutatásához.
Harmadik stúdióalbuma Shadows címmel jelent meg 2013 júniusában.

## Filmográfia
- Otthonunk (Home and Away, 1994, tévésorozat)
- G.P. (1995-96, tévésorozat)
- Mágusok (Spellbinder, 1995-97, tévésorozat)
- Medivac (1997, tévésorozat)
- Wildside (1998, tévésorozat)
- Above the Law (2000, tévésorozat)
- Vészhívás (Murder Call, 2000, tévésorozat)
- Műholdvevő a birkák közt (The Dish, 2000)
- Szentek kórháza (All Saints, 2001, tévésorozat)
- Head Start (2001, tévésorozat)
- Lost Things (2003)
- The Alice (2005, tévésorozat)

## Diszkográfia

### A Decoder Ringgel
- Somersault (2004)
- Fractions (2005)

### Stúdióalbumok
- Lenka (2008)
- Two (2011)
- Shadows (2013)
- The Bright Side (2015)
- Attune (2017)

### Kislemezek
- Gravity Rides Everything  (2008, 7", Promo)
- The Show (2009, CD[6])
- Trouble Is a Friend (2009, zenei video)
- Heart Skips a Beat (2011, zenei video)
- Two (2011, zenei video)
- Everything at Once (2012, CD)
- Heart to the Party (2013, zenei video)
- Nothing Here but Love (2013, zenei video)
- After the Winter (2013)
- Blue Skies (2015)
- Lucky (2017)
- Heal (2017)

### Videóklipek
- The Show (2008)
- Trouble Is a Friend (2009)
- Roll with the Punches (2010)
- We Will Not Grow Old (2010)
- Everything at Once (2010)
- Two (2011)
- Heart Skips a Beat (2011)
- Heart to the Party (2013)
- Nothing Here but Love (2013)

## Fordítás
- Ez a szócikk részben vagy egészben  a   Lenka című angol Wikipédia-szócikk ezen változatának fordításán alapul.  Az eredeti cikk szerkesztőit annak laptörténete sorolja fel. Ez a jelzés csupán a megfogalmazás eredetét és a szerzői jogokat jelzi, nem szolgál a cikkben szereplő információk forrásmegjelöléseként.
- Ez a szócikk részben vagy egészben  a   Lenka (Sängerin) című német Wikipédia-szócikk ezen változatának fordításán alapul.  Az eredeti cikk szerkesztőit annak laptörténete sorolja fel. Ez a jelzés csupán a megfogalmazás eredetét és a szerzői jogokat jelzi, nem szolgál a cikkben szereplő információk forrásmegjelöléseként.